# ゲシュタルト (バンプレストオリジナル)
ゲシュタルトとは、スーパーロボット大戦ORIGINAL GENERATIONシリーズに登場するバンプレストオリジナルの機動兵器で、リアルロボットに分類される。

## 概要
ウォン重工業が開発した新機軸の人型機動兵器。ゲシュタルトとは「Global Expanded Stamp out Tactics works ALTogether（同時行動型・強化統合掃討戦術システム）」の略。
元DC技術者ヴィルヘルム・フォン・ユルゲン、元EOTI機関AMNシステムプロジェクト所属ジジ・ルー、カイル・ビーン、セルシア・ファームが開発に携わっている。
後述のユルゲン博士の行動や、デュミナスが自分達の戦力として利用したことなどから、修羅の乱の終結後にイスルギ重工のミツコ・イスルギ社長は「商品としての価値がなくなった」として、製造計画を打ち切った。

### ウォン重工業
元は工業用機械を製造していた企業。オペレーション・プランタジネット後、イスルギ重工に企業買収されて子会社化した際にマオ・インダストリーとの合併が持ち上がったが、リン・マオ社長は一言で蹴っている。イスルギ重工としては、マオ社とウォンを合併した後に子会社化という計画であったらしい。現在はイスルギ側からの技術提供を受けており、リック・ウォン社長の元で軍のイージス計画の一環として、次期主力機トライアルに提出するゲシュタルトシリーズを開発している。バルトール事件が起こる直前には、社員らが突如失踪した。
DC戦争以前は宇宙プラントの建造に関わっており、ミツコは「小さいが優秀な技術を持つ会社」と評した。本社は中国の大連にあるが、バルトール事件発生後にATXチームが調査に向かった際、自爆装置が作動して爆破されている。

## 関係者
ヴィルヘルム・フォン・ユルゲン
声：牛山茂
初出は『OGOVA』。連邦大学で教鞭を執っていたが、EOTI機関からDCへ鞍替えした。家族の死をきっかけに、ODEシステムによる地球圏防衛を考えるようになる。宇宙要塞ヘルゲートでバルトールのコアとなる人間を収集させていたが、バルトールの本体を破壊された。ユルゲン博士は既に死亡しており、これまでの事件は全てバルトールの意志が起こしたものであった。バルトールの意志は詰めが甘く、キョウスケ（アルトアイゼン・リーゼ）の行動パターンをすべて見切ったとラミアを人質に取ったが、キョウスケの状況次第では非情に徹する性格とリーゼのアヴァランチ・クレイモア（OVAではこの時まで使用されていなかった）の存在を知らなかったため、すぐに反撃されるという憂き目に遭っている。
『OGs』における『OG2.5』、『OG外伝』ではデュミナスに利用されていた。ラミアを生死不明にして激昂したキョウスケ達に倒された直後、デュミナスの攻撃を受けて死亡。乗機はODEシステムを搭載したヴァルシオン改・タイプCF 。
専用BGMは『迷宮のプリズナー(Ver.OG)』。
リック・ウォン
声：東地宏樹
ウォン重工業の社長。ジジ・ルーをスカウトするが逆に利用され、その知識と経験をバルトールに取り込まれる。
ジジ・ルー
声：勝生真沙子
初出は『OGOVAドラマCD』。元EOTI機関第4情報開発部に所属、特殊OS開発担当。ユルゲン博士の思想に共鳴してウォン重工業に潜り込み、システムエンジニアとしてバルトールの開発に関わる。ODEシステムを狂信しており、自らバルトールに取り込まれた。
カイル・ビーン
声：岩田光央
初出は『OGOVAドラマCD』。元DCメンバーでユルゲン博士の助手兼テストパイロット。アードラーの横槍で中止させられたODEシステムの復活に全てを賭ける。セルシアと付き合っていた時期があるが、現在では単に利用するだけになっている。最後は自らODEシステムのコアになり、戦死した。乗機はODEシステムを搭載したミロンガ。
セルシア・ファーム
声：根谷美智子
初出は『OGOVAドラマCD』。ユルゲン博士の元でODEシステムやその前身であるAMNシステムの開発を行っていた。過去に付き合っていたカイルの指示で、ポールスターシステムズから来たダイアン・ウッド（L5戦役で死んだセルシアの友人）を名乗ってテスラ研に潜入する。

## 採用技術
AMNシステム
Armord Module Networkの略。ODEシステムのプロト版でミロンガに搭載されている。1機のAMが得た戦闘データを迅速かつ正確に他機に伝達し共有する。パイロットの思考と機体データをダイレクトリンクさせる機能も備わっており、高レベルになるほどパイロットと機体の相互情報交換の量とスピードがアップするが、その分脳への負担も大きくなる。
本来はデータの高速処理によって一人で多数の無人機を操り人的損害を防ぐためのものであったが、実際には脳への負担が大きいためパイロットを犠牲にしなければ真の力を発揮できず、その欠点をEOTI機関出向時代のエルザムとシュウに見抜かれていた。ゲイム・システムを推し進めようとしたEOTI機関副総帥アードラー・コッホの横槍によって不採用にされる。
ODEシステム
Omni Dendro Encephalon Systemの略。L5戦役で家族を失ったユルゲン博士が良心を捨て去り、最初からパイロットを犠牲にする事を前提として作り上げたAMNシステムの発展型。パイロットを生体端末にする事で、交戦したパイロットの癖を学習し全てのODEシステム搭載機へ転送、共有する。本来コクピットである部分は植物状態の人間（生体コア）と緑色の液体が詰められている。
戦う度にデータが収集されていくため、一度使った戦法が通用しない。しかしサイフラッシュ、サイコブラスターのような広域MAPWは回避が困難な上、同時に複数が撃墜されるため、ODEシステムの最大の売りである攻撃パターンの学習と共有ができなくなる他、ゲシュテルベン改、ガーダイドのように広域ジャミング搭載機との戦闘でも共有しにくくなる。
さらにODEシステムによる全人類の意思の統合がユルゲン博士の最終目的にも拘わらず、人間自体が意思の共有に向いていないという致命的な欠点を抱えていた。シュウによれば、アードラーの横槍が無くともビアン博士もその欠点を見抜き、研究を停止させられていた可能性は高かったようで、実際ビアンも「総合的な問題」からODEシステムを不採用と結論付けていた。

## ミロンガ

### 機体概要
バルトールのプロトタイプ。本来提出すべきであるバルトールの完成が間に合わなかったため、やむを得ず新型機セレクションに参加した。
高性能のテスラ・ドライブの搭載。それにより高い運動性、機動性と射撃性能のバランスの良さを売りとしているが、多大なGが加わるためパイロットの負担は非常に大きい（ラトゥーニはシネマCDで「回避力はフェアリオン以上」、OG2.5で「回避力はフェアリオン並」と語っている）。さらにユルゲン博士がDC時代に研究・開発していたAMNシステムを標準搭載している（カイル・ビーン搭乗機など一部の機体はODEシステムも搭載している）。
なお、型式番号で呼称される際は「スリーゼロ」と呼ばれる。

### デザイン
機動兵器としてはフォルムがかなり細い。これは機体コンセプト上、軽量化が優先され、そもそもの対弾性が考慮されていないものと思われる。背中のテスラ・ドライブは翼のようにも見える。
アラド曰く「面構えが悪役っぽい」ラトゥーニ曰く「不気味」。

### 武装
マイクロ・ミサイル

TBGミサイル

ビームソード

ストレイト・マシンガン

### 劇中での活躍
OGシネマCD
セレクション自体は出来レースであり、どんな結果であろうとバルトールが次期量産配備機体になることが決まっていた。新型機セレクションの模擬戦ではグルンガスト参式をボロボロにしたが、その際にミロンガのパイロットは死亡している（ラミアはありえない程の機動パターンでGが掛かり過ぎたためだと推測している）。テスラ研襲撃時には、オーバーホールのため立ち寄っていたヴァルシオーネのOSにウイルスを仕込みMAPWを封じる事により優位に立つも、救援に現れたサイバスターとセルシア・ファームの離反によって形勢を逆転され、ほとんどをサイフラッシュで撃破されている。
カイル機は突如として現れたシュウ・シラカワのグランゾンに嬲られるように撃破されている。
OGS、OG外伝
基本的にはOGシネマCDの項と同様のシナリオが展開される。ある条件を満たすことでハガネ隊によりODEシステムを廃した1機が運用されることになる。また、バルトール事件終結後はその技術を手に入れたデュミナス一派が運用しているほか、修羅神に搭乗できないアルコがこの機体を運用する。

## バルトール

### 機体概要（バルトール）
ウォン重工業が開発したミロンガの武装や機能を一部簡略化、発展させた次期量産配備予定の高性能新型機（もっともウォン重工業の親会社のイスルギ重工にとっては、新型リオンへの繋ぎでしかなかった）。
ODEシステムの搭載により交戦したパイロットの癖を学習し全てのODEシステム搭載機へ転送、共有する。戦う度にデータが収集されていくため、一度使った戦法が通用しない。後にラミアが生体コアとして詰め込まれたため、彼女の戦闘データがバルトールの全機体で共有され、ハガネのPT部隊を苦戦させた。
拡張性があり、肩のパイロンに様々なオプションを装備できる。

### デザイン（バルトール）
銀色を基調とし、アクセントとしてピンクが用いられている。長く伸びた多関節の腕が特徴的で、ミロンガとは全く異なった有機的で不気味なフォルムを持つ。

### 武装（バルトール）
マイクロ・ミサイル

アーム・マシンガン

エネルギー・ナイフ

各機装着のオプションパーツは以下のとおり。
- ラミア機 - 相手を束縛するクレーン状のアーム
- クスハ機 - 相手に電気ショックを与えるスタンスティック
- アラド機 - 巨大なナックル
- ゼオラ機 - 巻尺状のアンカー
- ラトゥーニ機 - シールドとしても運用できる鞭

### 劇中での活躍（バルトール）
OGOVA
「火力とスピードがこれまでの敵とは段違い」と言われているが、運動性はともかく火力のほうは通常の量産機と変わらない武器（確認されたのは内蔵式のビームソード、ミサイルランチャー、マシンキャノン）であり、特機であるグルンガスト参式や重PTといえるアルトアイゼン・リーゼはともかく、装甲の脆弱なヴァイスリッターにすらかすり傷をつけることも出来なかった（量産型ヒュッケバインMk-IIは容易く撃墜されている）。OVA最終巻ではアラド達が乗る機体には何らかのオプションパーツが装備されている。ちなみに、OVA最終巻のED後では機能停止したバルトールが1機だけかすかに起動している。
OGS、OG外伝
基本的にOVAと同様のシナリオが展開されるが、「火力とスピードがこれまでの敵とは段違い」という台詞は消えている等、修正が見られる。また、上記のオプションパーツによる武装は搭載されていない。OVAのストーリー終了後はデュミナス一派が運用した。